# دومرا
دومرا (به فرانسوی: Domérat) یک کمون در فرانسه است که در Canton of Domérat-Montluçon-Nord-Ouest واقع شده‌است.

## خصوصیات
دومرا ۳۵٫۵۴ کیلومترمربع مساحت و ۹٬۰۳۰ نفر جمعیت دارد و ۲۴۳ متر بالاتر از سطح دریا واقع شده‌است.